# Міотом (ембріологія)
Міотоми (від грец. міо — м'яз і грец. tome — відрізок) — зародки кістякової мускулатури, частини соміту в зародків хордових. З клітин міотомів утворюється вся поперечносмугаста мускулатура тіла, крім м'яза серця.
У людини закладається близько сорока парних (справа і зліва від нотохорди (хорди) міотомів. Міотоми ділять на передвушні, в кількості трьох, які є джерелом розвитку м'язів ока, потиличні (чотири міотоми), шийні (вісім міотомів), грудні (дванадцять міотомів), поперекові (п'ять міотомів), крижові (п'ять міотомів) і куприкові (чотири міотоми) . На ранніх стадіях ембріогенезу встановлюється зв'язок між міотомами і певною частиною нервових клітин відповідних невротомів. Цей зв'язок не змінюється протягом усього життя індивіда, як би далеко не змістився міотом або його частина (широкий м'яз спини, діафрагма тощо).